# La via degli angeli
Pour plus de détails, voir Fiche technique et Distribution.
La via degli angeli est un film italien réalisé par Pupi Avati, sorti en 1999.

## Synopsis
Bologne, années 1930. Inès, aussitôt diplômée est embauchée dans une boutique comme dactylographe. La propriétaire lui promet un salaire modeste et elle accepte avec plaisir parce qu'elle connaît Angelo, le fils du propriétaire. Au fil des jours, Inès se rend compte qu'elle tombe amoureuse d'Angelo, même si le garçon semble l'ignorer et que son père ne la paye pas depuis plusieurs mois...

## Fiche technique
- Titre : La via degli angeli
- Réalisation : Pupi Avati
- Scénario : Pupi Avati et Antonio Avati
- Photographie : Cesare Bastelli
- Montage : Amedeo Salfa
- Musique : Riz Ortolani
- Production : Antonio Avati
- Pays d'origine : Italie
- Genre : comédie
- Date de sortie : 1999

## Distribution
- Gianni Cavina : le frère de Loris
- Valentina Cervi : Ines
- Carlo Delle Piane : Nello Apicella
- Libero De Rienzo : Angelo
- Eliana Miglio : Enrichetta Simony
- Chiara Muti : Gabriella Simony
- Francesca Romana Coluzzi
- Micaela Ramazzotti
- Toni Santagata